# Aire urbaine de Béthune
L'aire urbaine de Béthune est une aire urbaine française centrée sur l'unité urbaine de Béthune. Selon le découpage de 2010, elle est composée de 122 communes situées dans les départements du Pas-de-Calais et du Nord.

## Caractéristiques selon le découpage de 1999

L'aire urbaine de Béthune dans le Nord-Pas-de-Calais selon le découpage de 1999.

D'après la définition qu'en donne l'INSEE, l'aire urbaine de Béthune est initialement composée de 74 communes, situées dans le Nord et le Pas-de-Calais. Ses 266 590 habitants font d'elle la 33e aire urbaine de France.
61 communes de l'aire urbaine appartiennent à son pôle urbain, l'unité urbaine de Béthune.
Le tableau suivant détaille la répartition de l'aire urbaine sur les départements (les pourcentages s'entendent en proportion du département) :
| Département   | Communes | Communes (%) | Superficie (km²) | Superficie (%) | Population (1999) | Population (%) |
| ------------- | -------- | ------------ | ---------------- | -------------- | ----------------- | -------------- |
| Nord          | 3        | 0,5          | 10,78            | 0,2            | 14 930            | 0,6            |
| Pas-de-Calais | 71       | 7,8          | 448,73           | 6,7            | 251 660           | 17,5           |